# Кущавниця смугаста
Кущавниця смугаста (Schoenicola striatus) — вид горобцеподібних птахів родини кобилочкових (Locustellidae).

## Поширення
Ендемік Індійського субконтиненту, де він частково та локально поширений у Бангладеш,  Індії, Непалі та Пакистані. Населяє вологі високотравні луки та болота.